# CuBirds
CuBirds is een kaartspel ontwikkeld door Stefan Alexander. Het werd in 2018 door de Franse uitgever Catch Up Games uitgegeven. In 2020 kwam er een Nederlandse versie uit bij Gam'inBIZ. In 2021 won het spel de Nederlandse Spellenprijs.